# Masserberg
Masserberg ist eine Gemeinde im Landkreis Hildburghausen im Freistaat Thüringen, der 1999 das Prädikat Heilklimatischer Kurort verliehen wurde.

## Lage
Die Gemeinde liegt im Westteil des Thüringer Schiefergebirges an der nach Südosten vorgeschobenen Zunge des Thüringer Waldes. Unmittelbar südlich des Ortes Masserberg verläuft der Rennsteig, der über den 841,5 m hohen Eselsberg mit der Rennsteigwarte führt. Die anderen Ortsteile befinden sich alle südlich des Rennsteigs und folgen bis auf Schnett dem Verlauf der Biber, deren Quelle am Sattel zwischen dem Eselsberg und dessen Nebengipfel Fehrenberg liegt.

## Ortsteile

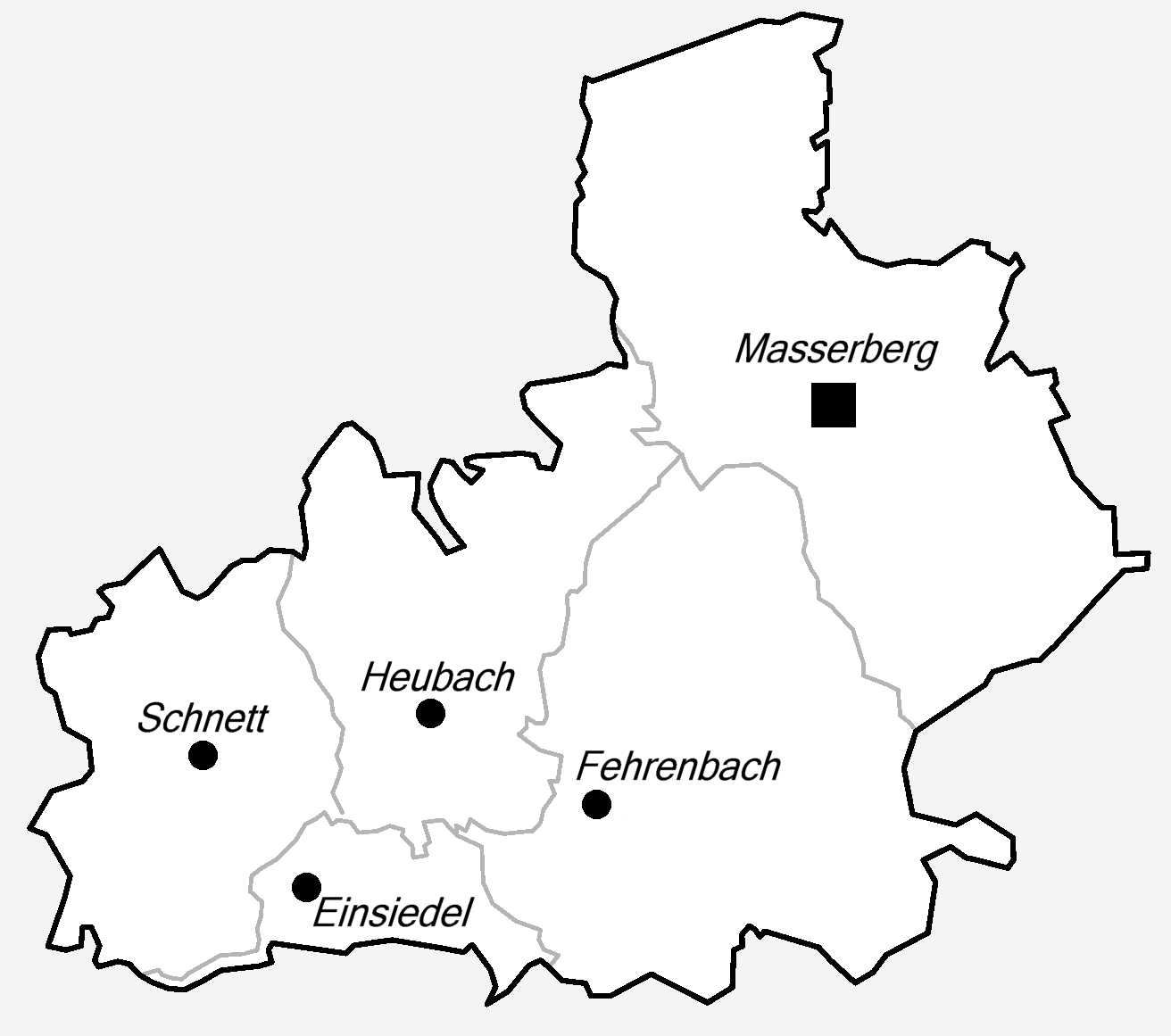
Gemeindegliederung

Alle Ortsteile liegen in höheren Lagen des Oberen Waldgebietes:
- Masserberg auf 740–803 m am Nordhang des Eselsberges
- Fehrenbach auf 600–630 m am Oberlauf der Biber
- Heubach auf 550–700 m am mittleren Lauf der Biber bis zum Südosthang des Höhebergs
- Schnett auf 680–720 m am Südhang des Simmersberges
- Einsiedel auf 530–550 m am mittleren Lauf der Biber

Im Gebiet des Ortsteils Fehrenbach liegen die Quelle der Werra sowie die felsige Fehrenbacher Schweiz. Bei Schnett findet sich der wegen seiner Rundumsicht besuchenswerte Simmersberg.

## Geschichte

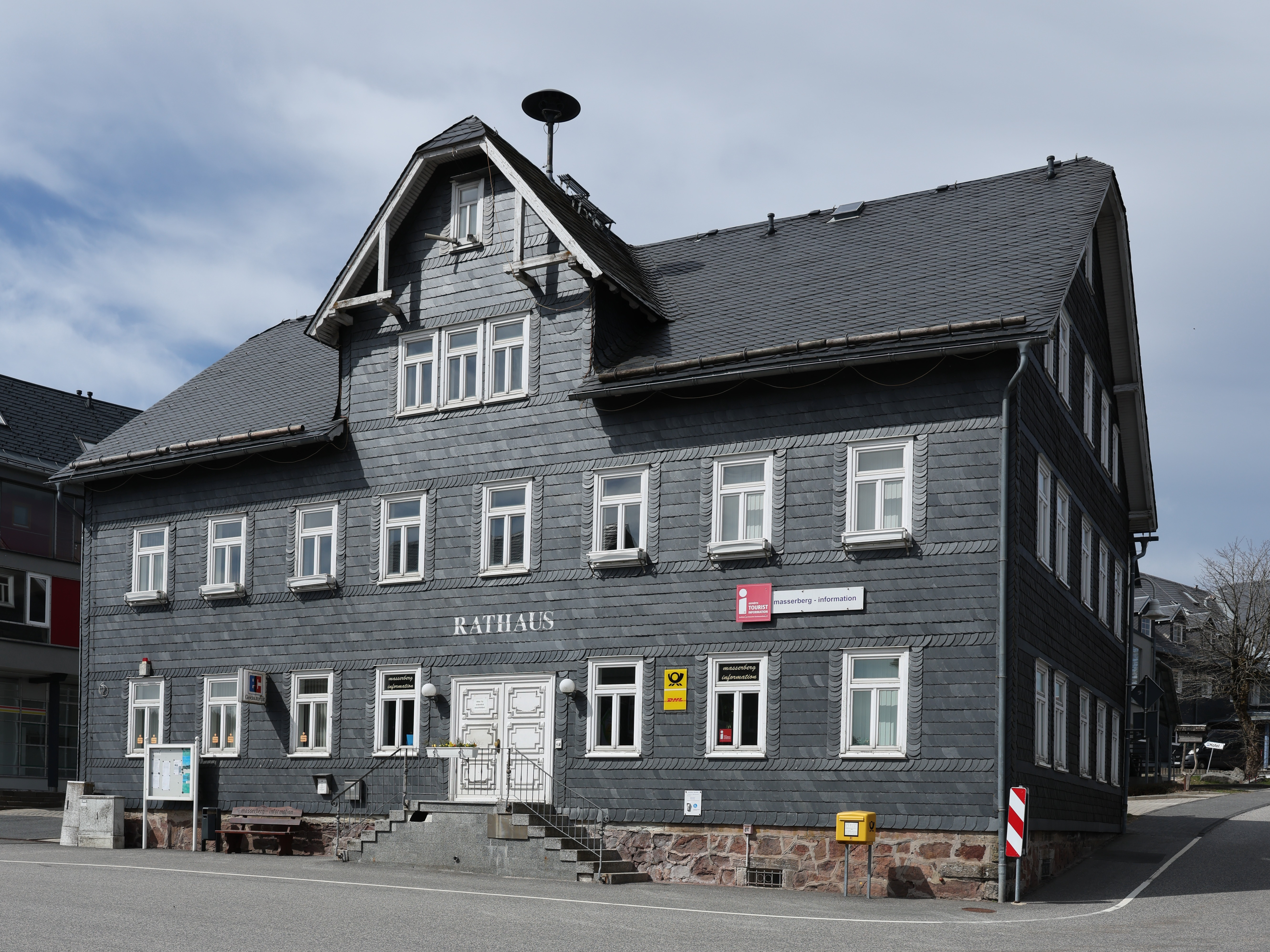
Rathaus

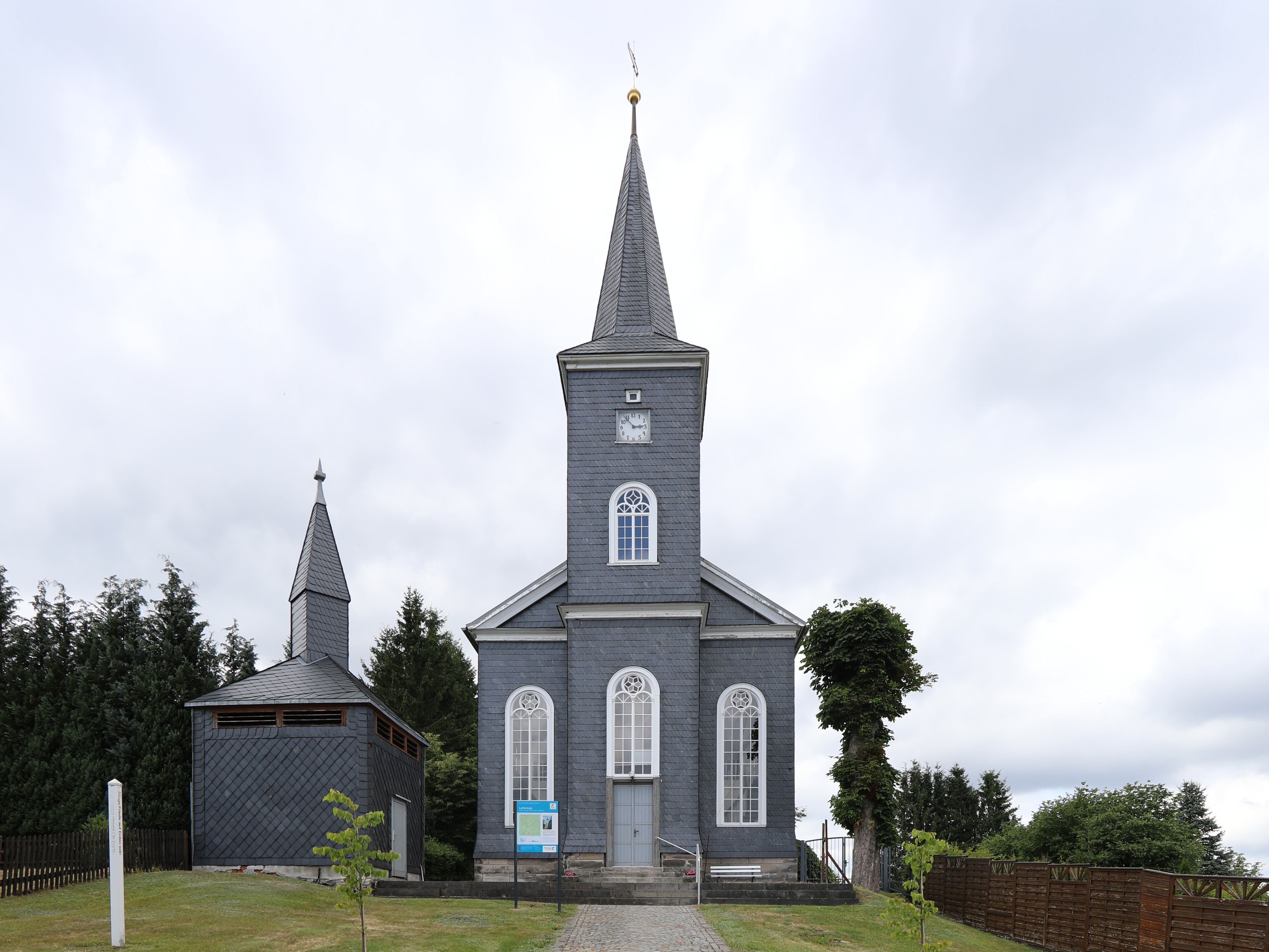
Evangelische Bergkirche

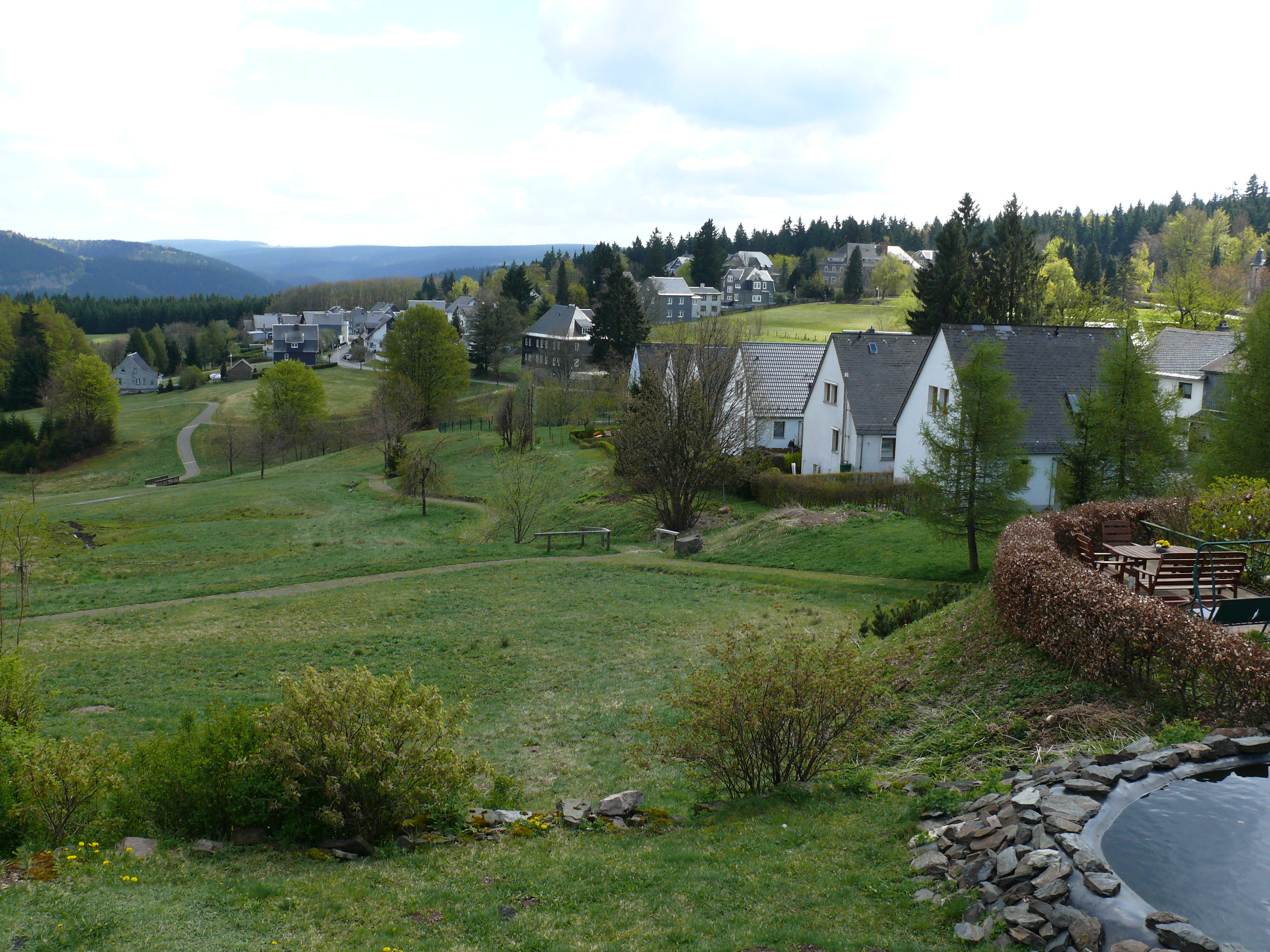
Ortsbild in Masserberg

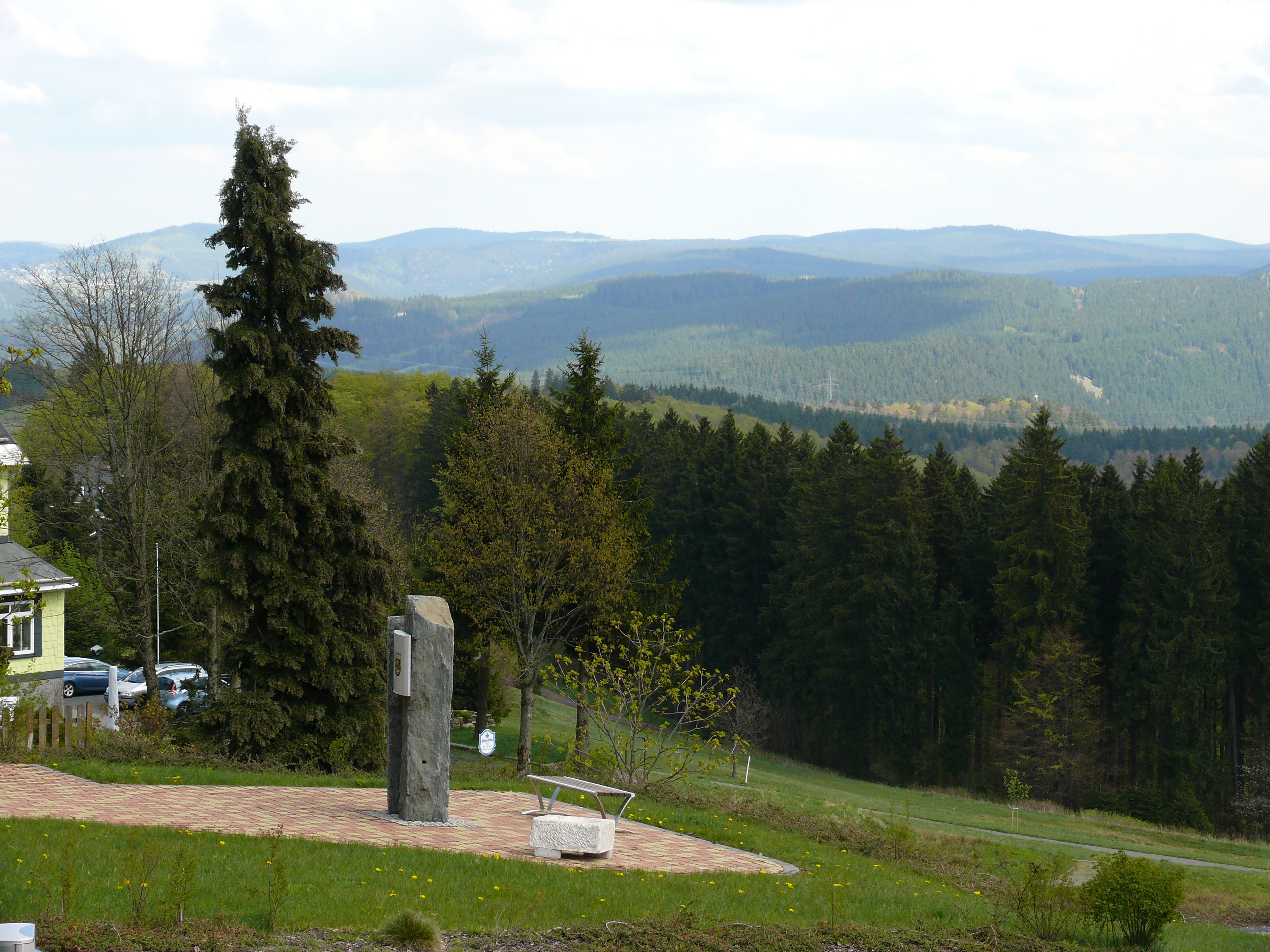
Umgebende Landschaft

Masserberg wurde am Ende des 17. Jahrhunderts gegründet. Damit gehört der Ort zu den jüngsten Siedlungen des Rennsteiggebietes.

### Waldarbeitersiedlung
Seit dem Mittelalter verfügten die Schwarzburger Grafen im Masserberger Revier über das Jagdrecht, sie ließen 1665 am Rehberg ein neues Jagdhaus errichten. Dieses wurde 1692 an Hans Glaser aus Lauscha verkauft. Ein geschäftstüchtiger Köhler aus Wildenspring hatte sich am benachbarten Forstort Breiter Born die Konzession für den Bau einer Herberge und Schänke verschafft und begann im Frühjahr 1686 mit den Bauarbeiten. Mehrere Waldarbeiter, die sich in der Gegend eine neue Existenz aufbauen wollten, halfen beim Bau der Herberge und erhielten dort Unterkunft, in den Folgejahren entstanden weitere Blockhäuser, die Siedlung wurde von Hans Glaser als Oberhaupt der Gemeinschaft mit Waren und Lebensmitteln versorgt. Der Nutzungsvertrag mit der gräflichen Verwaltung enthielt Bestimmungen, die den Erhalt der gräflichen Jagdanlagen, die Nutzung der Wälder und polizeiliche Befugnisse betrafen. Der spätere Ort Masserberg lag dicht an der Landesgrenze und sollte nicht zum Unterschlupf von Schmugglern werden.  Während Masserberg bis 1918 zum Fürstentum Schwarzburg-Sondershausen (Oberherrschaft) gehörte, lagen die anderen Ortsteile im Herzogtum Sachsen-Meiningen, wobei dort der Rennsteig die Grenze bildete. Diese Teilung blieb auch nach der Gründung des Landes Thüringen im Jahr 1920 erhalten. Masserberg lag im Landkreis Arnstadt und die anderen Orte gehörten zum Landkreis Hildburghausen.
Ab 1688 war die kleine Straßensiedlung „Uffn Maßerberge“ durch den Zuzug weiterer Waldarbeiterfamilien gewachsen, man erhielt auch das Recht eingeräumt, einen Jahrmarkt abzuhalten. Damit war der Ort gegenüber benachbarten Waldarbeitersiedlungen im Vorteil, als Folge wuchs die Einwohnerzahl von Masserberg kontinuierlich an. Als 1744 die bis dahin florierende Gastwirtschaft und Herberge Zum Alten Frosch bis auf die Grundmauern niederbrannte, fanden sich umgehend Interessenten, die am Platz einen neuen und noch größeren Gasthof erbauten, 1746 wurde das Wirtshaus Zur goldenen Gabel eröffnet. Für das seelische Wohl der Gemeinde sorgte der Bau der ersten Kirche, sie war Filialkirche von Oelze. Die Bauarbeiten zogen sich über fünf Jahre hin, während der neue Gasthof in wenigen Monaten bezugsfertig war. 1758 konnte die Kirche geweiht werden. Mit der Einrichtung einer Försterei im Jahr 1758 sollte dem ungehemmten Waldfrevel durch Köhler, Holzfäller, Harzscharrer und Glasmacher ein Ende bereitet werden. Neben diesen Waldgewerken lebten im Ort Schachtelmacher, Kuhhirten, der Schmied und Bauhandwerker. 1832 wohnten 270 Einwohner in 43 Häusern im Ort Masserberg. Das Jahr 1856 ging als erstes Schreckensjahr in die Dorfchronik ein: Ein Großbrand hätte bei Sturm den Ort auslöschen können, durch glückliche Umstände brannten aber nur drei der 62 Wohnhäuser aus. 1879 grassierte die Typhus-Seuche im Ort. Von den 125 Erkrankten starben 23. 1880 vernichtete ein zweiter Großbrand 13 Häuser und die Kirche, man vermutete eine Brandstiftung als Ursache. Die neu errichtete Kirche wurde im Oktober 1883 geweiht. Die medizinische Versorgung übernahm eine Diakonissenschwester.

### Beginn des Tourismus
Im Jahr 1897 konnten die hygienischen Verhältnisse durch den Bau einer Trinkwasserleitung verbessert werden. Der moderne Gasthof Zum Rennsteig wurde ebenfalls 1897 eröffnet. Masserberg war damit zum Etappenort des Rennsteig-Tourismus geworden. Mit Unterstützung des Thüringerwald-Vereins wurde in Ortsnähe ein Aussichtsturm errichtet und 1899 eingeweiht. Aus verschiedenen Orten wurden Wanderwege nach Masserberg angelegt und zahlreiche Schutzhütten und Aussichtspunkte geschaffen. 1906 wurde das erste Kurhaus von Heinrich Zitzmann eröffnet. Dazu kamen Pensionen (Haus Waldeck, Hertha, Köhler, Emerling), Cafés, das Hotel Waldfrieden und ein Hospiz. Der stärkste Impuls für den Tourismus kam mit dem Bau der Bahnstrecke Rottenbach-Katzhütte und der Werrabahn. Bis 1918 gehörte der Ort zur Oberherrschaft des Fürstentums Schwarzburg-Sondershausen.
Der Wintersport und Skitourismus erreichte Masserberg mit der Gründung des Oberhofer Wintersportvereins. Nun konnten auch in den kargen Wintermonaten durch Beherbergung und Beköstigung der Sportler neue Verdienstmöglichkeiten geschaffen werden. 1924 erhielt Masserberg eine erste Sprungschanze. 1921 musste ein neuer Aussichtsturm – der Karl-Marien-Turm – errichtet werden, da die Standsicherheit des Vorgängerturms unzureichend war.

### Masserberg wird Luftkurort
Als Folge der Industrialisierung in den 1870er bis 1930er Jahren war der Bedarf an Luftkurorten im Deutschen Reich sprunghaft angestiegen. In Masserberg, noch immer in waldreicher Umgebung,  bot sich die saubere und klare Luft als Kurfaktor an, daher stimmte die AOK Gehren im Jahr 1929 dem Bau eines Genesungsheims zu. Die Errichtung eines Kurparkes und eines Kurhauses erfolgten mit Zustimmung der Gemeinde. Bereits 1924 wurde der Ort an das Stromnetz angeschlossen, die erste Tankstelle wurde eröffnet.

### Zweiter Weltkrieg
Nach der Machtübernahme der Nationalsozialisten 1933 wurden Funktionäre und Mitglieder der Arbeiterparteien verfolgt und inhaftiert. An erlittener Folter in der „Schutzhaft“ starb der Glasbläser und KPD-Fraktionsvorsitzende im Stadtrat Edmund Heinz, an den eine Straße im Ortsteil Fehrenbach erinnert.
Während des Zweiten Weltkrieges wurde Masserberg zum Fluchtpunkt kriegsbedrohter Familien aus dem Rheinland und Berliner Raum. Der Ort war durch diese Einquartierungen stark übervölkert. Viele Masserberger verloren im Krieg Gesundheit oder Leben. An ihrer Stelle mussten auch mehr als 50 sowjetische Kriegsgefangene in der Fehrenbacher Glasfabrik Marienhütte und in der Forstwirtschaft Zwangsarbeit leisten.
Am 10. April 1945 wurde Masserberg von einem Kommando der amerikanischen Truppen eingenommen. Der deutsche Kommandant übergab Masserberg kampflos und rettete so vielen Einwohnern und Flüchtlingen das Leben. Am 1. Juli 1945 wurde das Besatzungsregime über Thüringen von den Amerikanern vertragsgemäß an die Rote Armee abgegeben.

### DDR-Zeit

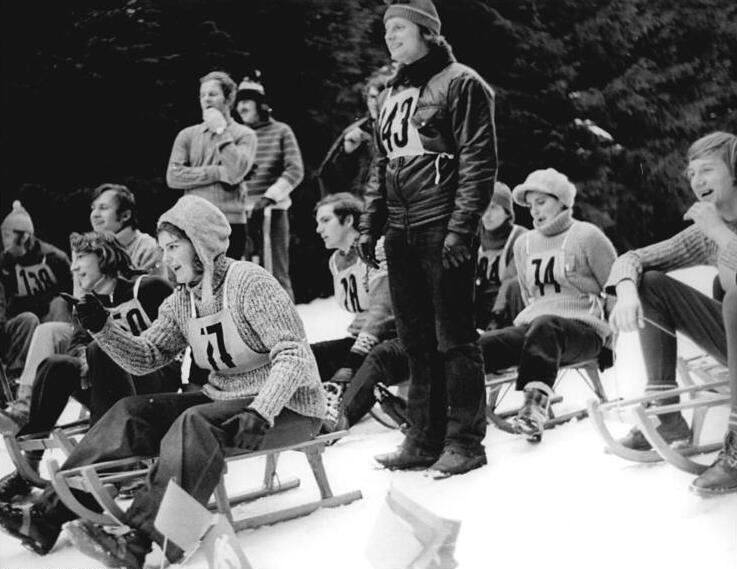
Winterferien in Masserberg waren schneesicher (1974)

Mit der Verwaltungsreform von 1952 kam es zur Neugliederung der Kreise: Masserberg gehörte von da an zum Kreis Hildburghausen im Bezirk Suhl. Dies hatte auch nach der Neubildung des Landes Thüringen im Jahr 1990 Bestand.
Im Jahr 1949 richtete Georg Lenz, Chefarzt der Jenaer Universitätsaugenklinik, in Masserberg eine Außenstelle ein. Der FDGB-Feriendienst machte Masserberg zu einem Kur- und Fremdenverkehrsort für die  DDR-Werktätigen. Jährlich konnten in den Masserberger Pensionen und Kureinrichtungen 15.000 Gäste begrüßt werden. 1976 wurde das FDGB-Ferienheim „Otto Grotewohl“ eröffnet und im September 1986 das MfS-Ferienheim „Am Rennsteig“. Die Verbesserung der touristischen Infrastruktur hatte 1954 den Neubau des Aussichtsturmes zur Folge, er wurde in Rennsteigwarte umbenannt. Seine Einweihung wurde von da alljährlich mit dem Turmfest gefeiert. 1964 und 1969 wurden eine neue Sprungschanze und eine Sportanlage errichtet. In der nur locker bebauten Ortslage wurden Abfahrtshänge angelegt.

### Gegenwart
Am 1. April 1997 schlossen sich die bis dahin selbstständigen Gemeinden Fehrenbach, Heubach, Masserberg und Schnett zur Einheitsgemeinde Masserberg zusammen. Einsiedel wurde bereits am 1. April 1974 nach Heubach eingemeindet. Ende 2013 hatte der Ortsteil Masserberg 609 Einwohner.
Die insolvente Rehaklinik mit den Schwerpunkten Onkologie, Orthopädie und Augenerkrankungen wurde 2019 von den Regiomed-Kliniken übernommen. Seit 2024 gehört die Rehaklinik Masserberg zu den Henneberg Kliniken.

### Einwohnerentwicklung
Entwicklung der Einwohnerzahl, Stichtag immer am 31. Dezember.
Hier die Einwohnerzahlen im Einzelnen:
| Jahr | Einwohner |
| ---- | --------- |
| 1997 | 3345      |
| 1998 | 3289      |
| 1999 | 3225      |
| 2000 | 3133      |
| 2001 | 3097      |
| 2002 | 3033      |
| 2003 | 2929      |
| 2004 | 2862      |
| 2005 | 2843      |

| Jahr | Einwohner |
| ---- | --------- |
| 2006 | 2721      |
| 2007 | 2680      |
| 2008 | 2659      |
| 2009 | 2608      |
| 2010 | 2574      |
| 2011 | 2532      |
| 2012 | 2469      |
| 2013 | 2361      |
| 2014 | 2337      |

| Datum | Einwohner |
| ----- | --------- |
| 2015  | 2313      |
| 2016  | 2427      |
| 2017  | 2252      |
| 2018  | 2211      |
| 2019  | 2188      |
| 2020  | 2144      |
| 2021  | 2132      |
| 2022  | 2103      |
| 2023  | 2080      |

Datenquelle: Thüringer Landesamt für Statistik

## Politik

### Gemeinderat
Der Gemeinderat in Masserberg besteht aus 14 Ratsmitgliedern. Das Ergebnis der Gemeinderatswahl am 26. Mai 2024 führte zu folgender Sitzverteilung (mit Vergleich zu vorigen Wahlen):
| Partei/Liste | Stimmenanteil | Sitze | Ergebnis 2019   | Sitze 2014 |
| ------------ | ------------- | ----- | --------------- | ---------- |
| CDU          | 51,3 %        | 8     | 43,8 %, 6 Sitze | 3          |
| FW           | 31,5 %        | 4     | 24,3 %, 4 Sitze | 3          |
| BI-OW        | 06,6 %        | 1     | 16,7 %, 2 Sitze | 5          |
| Die Linke    | 10,6 %        | 1     | 8,0 %, 1 Sitz   | 1          |
| SPD          | –             | –     | 7,3 %, 1Sitz    | 2          |

### Bürgermeister
Bei der Bürgermeisterwahl am 20. Juni 2021 setzte sich Denis Wagner (CDU) mit 52,5 % gegen Heiko-Harald Schubert und Hartmud Gießler (BI-OW) durch.

## Wirtschaft und Infrastruktur

### Tourismus
Im Jahr 2016 hatte die Gemeinde rund 200.000 Übernachtungen. 2018 verfügte sie über 1656 Gästebetten, davon waren 235 Betten in der Klinik Masserberg.

### Wasser und Abwasser
Die Aufgabe der Trinkwasserversorgung hat die Gemeinde Masserberg dem Zweckverband „Wasser- und Abwasser-Verband Hildburghausen“ (WAVH) übertragen. Die Abwasserbeseitigung wird von der Gemeinde Masserberg eigenständig wahrgenommen.

### Verkehr
Östlich von Masserberg verläuft die Schnellfahrstrecke Nürnberg–Erfurt im Tunnel Rehberg bzw. nordöstlich im Tunnel Masserberg. Die nächsten Bahnhöfe sind jedoch in Erfurt und Coburg.
Mehrmals täglich gibt es Busverbindungen in die Umgebung.
Durch Masserberg verläuft die Landesstraße 2052, die Masserberg mit den nächstgelegenen Städten Schleusingen (ca. 15 km westlich), Neuhaus am Rennweg (ca. 11 km östlich), Suhl (ca. 22 km nordwestlich) und Eisfeld (ca. 12 km südwestlich) verbindet.
Die nächstgelegene Autobahn ist die Autobahn 73. Masserberg ist zu erreichen über die Anschlussstellen Schleusingen (ca. 14 km westlich) und Eisfeld-Nord (ca. 11 km südwestlich).

## Sehenswürdigkeiten
- Bergkirche Masserberg

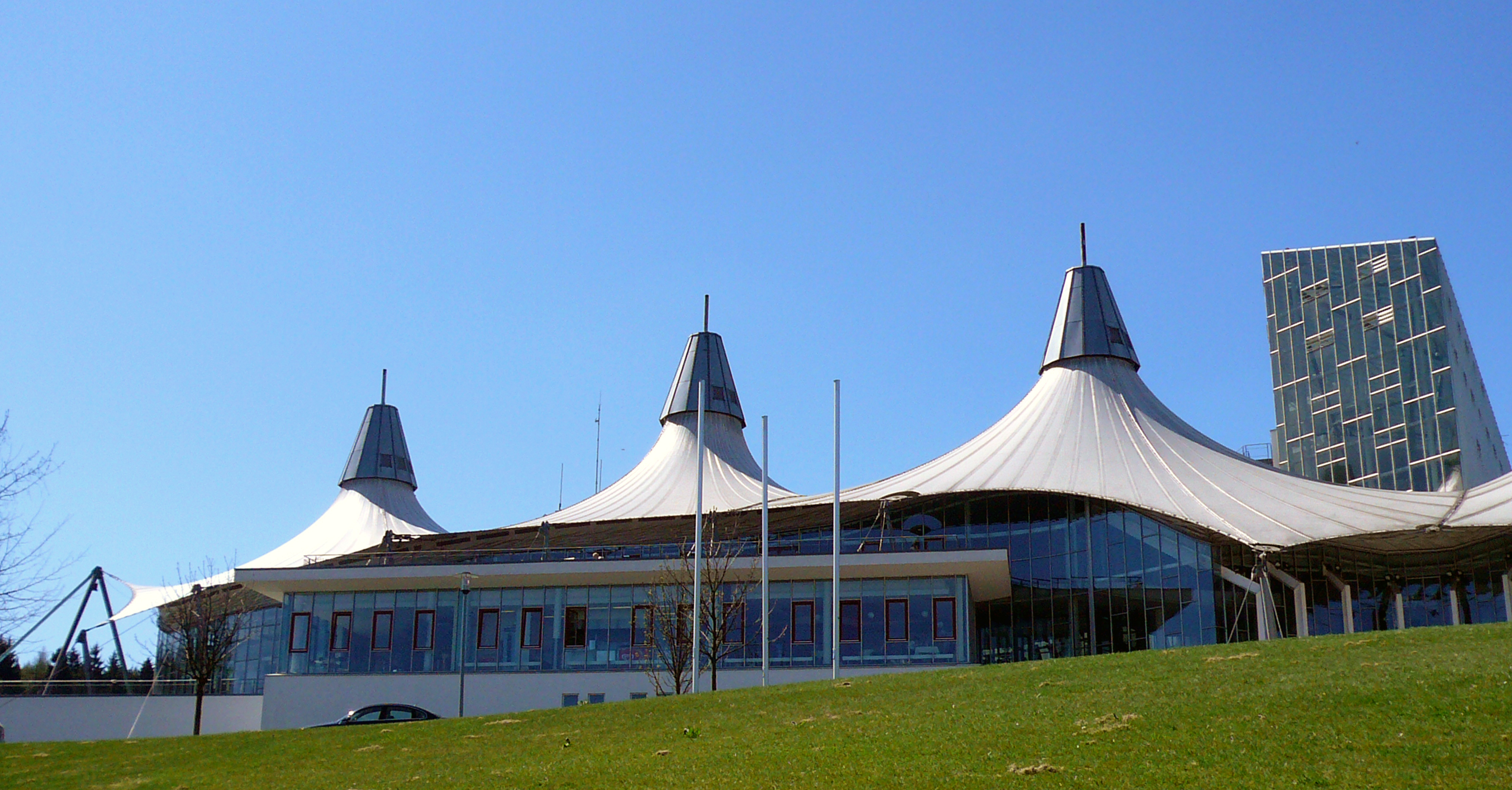
Badehaus Masserberg

- Das 1995 eröffnete Badehaus wurde Ende 2015 geschlossen und soll 2026 wieder eröffnet werden.
- Aussichtsturm, Rennsteigwarte
- Werraquelle im Wald Richtung Fehrenbach
- Glasbläserei Christian Sachs

Gedenkstätten
Eine Grabstätte mit Gedenkstein auf dem Kirchhof erinnert an zwei französische Häftlinge eines Todesmarsches vom Außenlager Großer Gleichberg des KZ Buchenwald, die im Frühjahr 1945 von SS-Männern ermordet wurden.

## Persönlichkeiten
- Heinrich Schmidt (1874–1935), Archivar und Professor
- Wilhelm Seyffert (1924–2008), Genetiker, Professor für quantitative und Populations-Genetik an der Universität Tübingen
- Herbert Traut (1927–1989), Ingenieur, Generaldirektor der VVB Technisches Glas Ilmenau
- Heinz Hergert (* 1936), Fußballspieler
- Peter Kowald (1944–2002), Kontrabassist und Tubist im Bereich Free Jazz/improvisierte Musik
- Udo Achten (1943–2021), deutscher Gewerkschafter und Herausgeber von Büchern zur Arbeiterbewegung
- Franz Volhard (1872–1950), Nestor der Nierenheilkunde